# Haunsheim
Haunsheim è un comune tedesco di 1 595 abitanti, situato nel land della Baviera.